# Joseph de Portugal
Pour les articles homonymes, voir Joseph.
L'Infant Joseph de Portugal (José Francisco Xavier de Paula Domingos António Agostinho Anastácio de Bragança), né le 20 août 1761 et est mort le 11 septembre 1788, est un prince portugais. Il était prince de Beira, duc de Bragance, prince du Brésil et héritier au trône de Portugal en tant que fils aîné de la reine Marie Ire du Portugal et du roi Pierre III.

## Biographie
Son père l'a élevé au titre de prince de Beira, une première pour un homme. Il était héritier par sa mère Marie, princesse du Brésil et héritière proclamée de la couronne (elle deviendra la reine Marie Ire en 1777).
Le 21 février 1777, alors qu'il n'a pas encore 16 ans, il épouse sa tante de 31 ans Bénédicte de Portugal, sœur cadette de sa mère. Ils n'ont eu aucun enfant bien que la princesse ait fait deux fausses-couches en 1781 et 1786.
La reine ayant refusé de faire inoculer ses enfants, Joseph est mort à l'âge de 27 ans de la variole. Son plus jeune frère, Jean, devient l'héritier au trône et nouveau prince du Brésil ; il deviendra le roi Jean VI en 1816.
Joseph est enterré dans le Panthéon royal des Bragance au Monastère de São Vicente de Fora à Lisbonne.
Déjà ébranlée par la mort de son mari en 1786, la reine fut profondément affectée par la mort de son héritier. En novembre suivant, la reine perdit également sa fille, son gendre et leur nouveau-né. La Révolution française fit définitivement sombrer la souveraine dans la folie. L'infant Jean assuma la régence jusqu'à la mort de la reine en 1816. Il devint alors le roi Jean VI.